# ザハーイの戦い
ザハーイの戦い（ザハーイのたたかい、英語: Battle of SahayまたはZahájí）は、オーストリア継承戦争中の1742年5月24日、ボヘミア南部のザハーイで行われた戦闘。戦闘はプロイセン王フリードリヒ2世が1週間前にオーストリア軍に勝利したコトゥジッツの戦いと連動して行われた。ブロイ公爵率いるフランス軍はロプコヴィッツ侯爵に対し小さな勝利を得たが、この勝利は政治的には重要なものだった。コトゥジッツにザハーイと連敗したことでマリア・テレジアは1742年6月11日にブレスラウ条約でシュレージエンをプロイセン王国に割譲することを認めざるを得なかった。

## 戦前の行軍

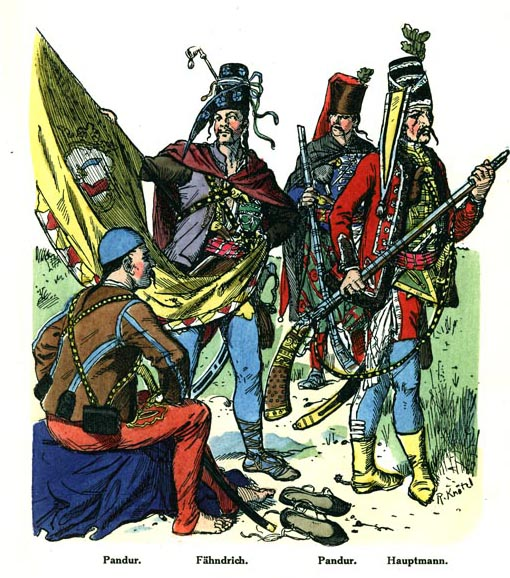
クロアチアのパンデュール、1742年。

ロプコヴィッツはフラウエンベルクのフランス前哨地に進軍してそれを包囲、5月18日に大砲12門と臼砲数門で砲撃を始めた。ブロイ公は5月19日にベル＝イルと合流して前哨地の包囲を解こうとした。

## 戦闘
戦闘は16時頃にはじまった。オーストリア軍は戦列を形成し、その左翼はザハーイにいる、非正規な軽歩兵であるパンデュール300人だった。その左は沼地で右と後ろは森であった。フランス軍は数で上回っていたため攻撃をはじめ、騎兵で沼地を突破するとともに擲弾兵を前衛としてザハーイを攻撃、オーストリア軍のパンデュールはザハーイの村に火を放って撤退した。
オーストリア軍は規律を保てず森へと退いたが回復して反撃に転じた。オーストリア軍の胸甲騎兵3個連隊は高地からフランス軍のカラビニアーと竜騎兵2個連隊に向けて突撃した。フランスの騎兵がオーストリア騎兵を側面から襲撃したためオーストリア騎兵の攻撃は撃退された。両側の歩兵も攻撃をしかけたが、フランス軍はオーストリア軍を森まで押し返した。フランスのナヴァール連隊が銃剣突撃を3度行い、オーストリア騎兵も歩兵の後ろで集結して再度突撃したが、敵のホーエンツォレルン胸甲騎兵が大損害を出しながら突撃を撃退した。
戦闘は20時頃に終わり、オーストリア軍は夜中に撤退した。オーストリア軍の損害は大砲6門と戦死500で、フランスの損害は約250人であった。